# موزه هنرهای زیبای مونترال
موزه هنرهای زیبای مونترال (فرانسوی: Musée des beaux-arts de Montréal‎ (اختصاری MBAM) ; انگلیسی: Montreal Museum of Fine Arts (اختصاری MMFA)) یک موزه هنر در مونترآل بزرگترین شهر استان کبک در کانادا است. این موزه بزرگترین موزه شهر مونترآل و یکی از برجسته‌ترین موزه‌های کانادا است. این موزه در سایت تاریخی میدان طلایی مایل در امتداد خیابان شربروک واقع است.
این موزه با پنج نگارخانه در مجموع ۵۳٬۰۹۵ متر مربع (۵۷۱٬۵۱۰ فوت مربع) را اشغال کرده که دارای ۱۳٬۰۰۰ متر مربع (۱۴۰٬۰۰۰ فوت مربع) فضای نمایشگاهی است. با گشایش نگارخانه‌های جدید در سال ۲۰۱۶ این موزه به هجدهمین بزرگترین موزه هنر در آمریکای شمالی تبدیل شده‌است. مجموعه دائمی موزه شامل حدود ۴۴٬۰۰۰ اثر در سال ۲۰۱۳ بوده‌است. «اتاق مطالعه» اصلی انجمن هنر در مونترال پیشرو کتابخانه‌های موزه‌های امروزین و قدیمی‌ترین کتابخانه هنر در کانادا بشمار می‌رود.
بنای موزه هنرهای زیبای مونترال ترکیبی از ساختمان‌های مرمت شده تاریخی و بنای ساخته شده در دهه نود است. موشه سفدی معمار این موزه یکی از نام‌هایی است که در شهر مونترال آثار قابل تأملی به جا گذاشته‌است.
در کنار نمایشگاه‌های موقت، در نمایشگاه‌های دائمی موزه سیر هنرهای تجسمی را از قرن شانزدهم تا قرن بیستم معرفی می‌شود. بازدید از این موزه غیر از بخش نمایشگاه‌های موقت، رایگان است.